# Cindy Ninos
Cynthia Susan „Cindy“ Ninos (griechisch Σύνθια Νίνου  Synthia Ninou; * 27. März 1972 in San Francisco, Vereinigte Staaten) ist eine griechische Skeletonpilotin.
Cindy Ninos trat zwischen den Saisons 2000/01 und 2002/03 bei internationalen Wettkämpfen im Skeleton an. Ihre drei ersten Rennen machte sie Ende 2000 im Rahmen des America’s Cup. In Calgary, Park City und Lake Placid belegte sie wie auch in der Gesamtwertung der Saison den 14. Platz. Höhepunkt der Saison war die Teilnahme an der Skeleton-Weltmeisterschaft 2001 in Calgary, wo Ninos 24. wurde. Letztes Rennen der Saison war das erste und einzige Weltcup-Rennen ihrer Karriere, wo sie in Park City 23. wurde. Zur nächsten Saison trat Ninos im Skeleton-Europacup und im Rahmen des Challenge-Cups an. Bei der Skeleton-Anschubweltmeisterschaft 2002 in Groningen belegte Ninos den dritten Platz von drei Teilnehmern. Saisonhöhepunkt waren die Olympischen Winterspiele 2002 in Salt Lake City, wo erstmals ein Skeletonwettbewerb für Frauen im Rahmen der Spiele ausgetragen wurde. Hier belegte Ninos den 13. und damit letzten Platz.